# Nagymedvés
Nagymedvés (románul Medveș) település Romániában, Fehér megyében.

## Fekvése
Nagyenyedtől keletre, a megye északkeleti részén fekvő, dombvidéki település.

## Története
1288-ban említették először Medwes néven. Lakossága a középkorban római katolikus vallású volt, de a reformáció idején felvették a református hitet.
A trianoni békeszerződésig Alsó-Fehér vármegye Marosújvári járásához tartozott.

## Lakossága
A falu - a környező településekkel ellentétben - története során mindvégig megmaradt túlnyomóan magyar többségűnek.
1850-ben 343 lakosa volt, ebből 294 magyar (85,7%), 47 román, 2 fő cigánynak vallotta magát.
1910-ben 528 lakosából 471 magyar (89,2%), 50 cigány, 5 német, 2 román volt.
2002-ben 220 lakosa volt, melyből 218 magyar (99%), 2 fő román nemzetiségűnek vallotta magát.
2017-ben körül belül 170 lakosa volt, csak 1-4 osztály + óvoda működött, ezért a gyerekek vagy Nagyenyedre, a Bethlen Gábor Kollégiumba mentek továbbtanulni, vagy Magyarlapádra nyolcadik osztályig, szintén bentlakásban, a Magyarlapádi Szórványkollégiumba. Kevés az a gyermek, aki Újvárra ( románul: Ocna Mureş) ment iskolába.